# 前原章宏
前原 章宏（まえはら あきひろ、1936年2月17日 - ）は、日本の実業家。群馬県館林市出身。

## 略歴
先代：
前原仙吉が1912年に、群馬県館林市で鳥仙商店を創業。
前原壬子雄が1948年に、株式会社とりせんを設立。
1958年に、スーパーマーケットとしての営業開始。
前原 章宏は、昭和12年（1937年）、群馬県館林市出身。
前原壬子雄の跡を受け継ぎ、株式会社とりせん2代目代表取締役社長、
およびマック食品取締役会長兼社長に就任。
次代：
後任のとりせん代表取締役社長は実子でもある前原宏之。
前原章宏は2010年6月、とりせん代表取締役会長に就任。

## 関連事項
- とりせん
- 前原仙吉
- 前原壬子雄
- 前原宏之

- コジマ
- 小島勝平
- 小島章利